# Eugenio Monti
Eugenio Monti   (Toblach, 23 de gener de 1928 - Belluno, 1 de desembre de 2003) fou un corredor de bobsleigh i esquiador alpí, campió olímpic i primer esportista a guanyar la medalla Pierre de Coubertin al mèrit esportiu.

## Biografia
Nascut a Dobbiaco, Itàlia, començà la seva carrera professional com a esquiador de gran eslàlom i aconseguí títols nacionals, fins que una ruptura del lligament creuat del genoll el va allunyar de les pistes. Fou aleshores quan va provar el bobsleigh aconseguint el 1954 el títol de campió d'Itàlia, la medalla de plata als Jocs Olímpics de 1956 i el campionat del món el 1957. L'any 1960, el bobsleigh no fou competició olímpica per motius econòmics, per tant no fou fins al 1964 que Monti tornà a participar i aconseguí el bronze, molt a prop del guanyador Tony Nash. El seu comportament d'esportivitat en aquella cursa feu que li concediren la medalla Pierre de Coubertin.
Finalment, l'any 1968, Monti guanyaria l'or als Jocs Olímpics a Grenoble 68. Posteriorment patiria Parkinson i acabaria suïcidant-se d'un tret al cap.

## Els fets d'Innsbruck
A la prova de bobsleigh a dos dels jocs Olímpics d'hivern de 1964 celebrats a Innsbruck, el campió italià Eugenio Monti havia efectuat la seva última carrera en un temps notable. Només l'anglès Tony Nash i el seu company el podien superar. Però es va saber que Nash no podia fer el seu últim descens perquè una peça del seu bob s'havia trencat. Llavors Monti va desmuntar la peça corresponent del seu propi vehicle i va fer que li donessin a Nash, qui després d'haver reparat el seu vehicle va acabar la seva carrera en un temps rècord, aconseguint la medalla d'or.

## Mort
Afectat per nombroses penúries, com la separació de la seva dona, la marxa de la seva filla als Estats Units, la mort del seu fill per una sobredosi i malalt de Parkinson, el 30 de novembre de 2003 es va disparar un tret al cap. Traslladat a l'hospital de Belluno, va morir l'endemà.